# オセチア

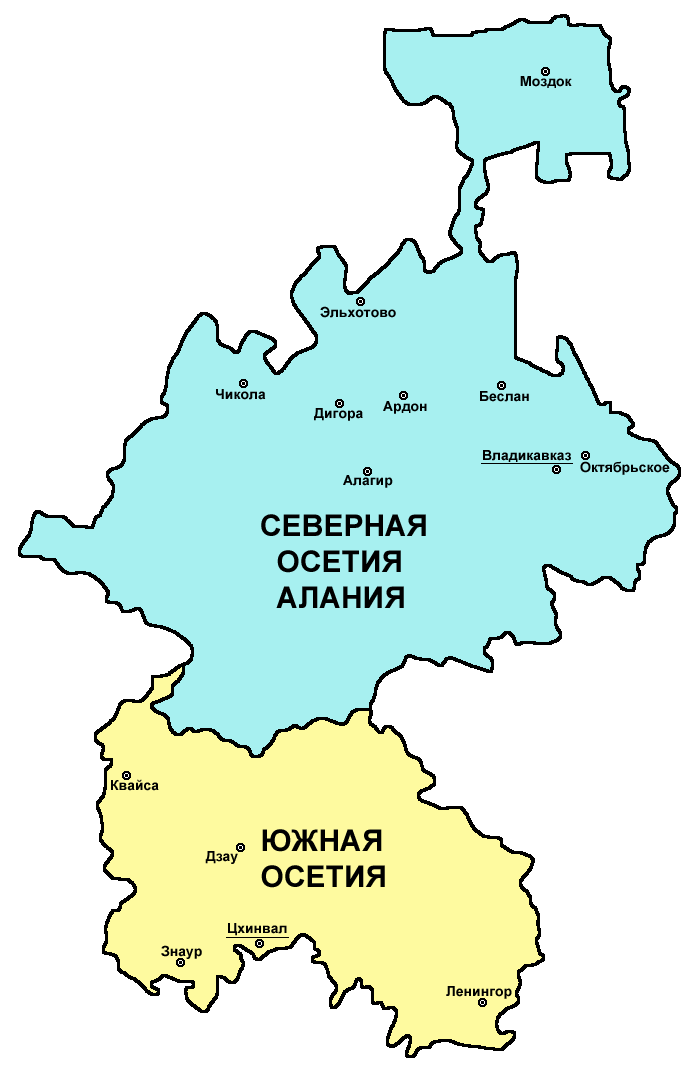
現在のオセチア（地図中の文字はロシア語）

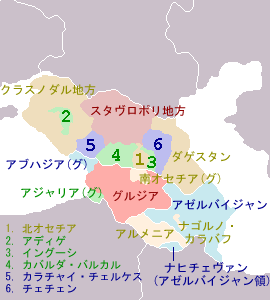
オセチアの位置

オセチア人の居住地域(19)

オセチア、オセチヤ（オセット語: Ир, Ирыстон, ロシア語: Осетия, 英語: Ossetia, グルジア語: ოსეთი (Oseti)）は、カフカス地方の地域名。カフカス山脈中部の稜線南北にまたがり、オセット人（オセチア人）が居住する。オセチア人固有の言語であるオセット語ではイリストン (Ирыстон)。

## 地域区分
カフカス山脈により、北オセチア（オセット語: Цæгат Ирыстон, 露: Северная Осетия）と南オセチア（オセット語: Хуссар Ирыстон, 露: Южная Осетия）に二分され、属する国家も異なる。
北オセチアは、ロシア連邦の北オセチア・アラニア共和国（1996年までの旧称は北オセチア共和国）。
南オセチアは、グルジア共和国の南オセチア自治州だったが、1993年、南オセチア共和国として独立宣言し、南オセチア全土を実効支配下に置いた。ただし、その時は国連加盟国の中に承認国はなかった。その後、2008年8月26日にロシア連邦に承認される。

## 主要都市
- 北オセチア
  - ウラジカフカス - 北オセチアの首都、北オセチアの最大都市
  - ベスラン
  - モズドク
- 南オセチア
  - ツヒンヴァリ - 南オセチアの首都、南オセチアの最大都市

## 歴史
6世紀ごろ、現在のオセチア周辺にオセチア人が移住してきた。ただし、当時のオセチア人居住地は現在のオセチア北東部を中心とした低地・丘陵地で、中心都市は現在のイングーシ共和国のマガスだった。13世紀にはモンゴル帝国の支配下に置かれた。
14世紀ごろ、オセチア人は北方のジョチ・ウルスの圧力により南下し、山岳地帯に住むようになった。その後、オセチア人は、北オセチアでは西方のカバルダ人、南オセチアでは南方のグルジア人の支配下に入った。
17世紀から19世紀にかけ、ロシア帝国の支配力が強まり、カフカス一帯がロシア帝国に編入された。
1944年、スターリンによりチェチェン人とイングーシ人が中央アジアへ強制移住させられ、チェチェン・イングーシ自治共和国が廃止された。このとき、チェチェン・イングーシ西部が北オセチアに編入された。これが現在に至るまで北オセチアの領域となる。